# Nico Vaesen
Nico-Jos Theodoor Vaesen (n. 28 de septiembre de 1969) es un exfutbolista belga que jugaba en la posición de arquero. Tuvo un pequeño retiro del fútbol luego de jugar para el Lierse, pero regresó en el año 2008 al Verbroedering Geel por una temporada, donde su contrato no fue renovado.

## Carrera
Nacido en  Hasselt, Bélgica, Vaesen pasó su carrera en los equipos belgas Cercle Brugge y el Eendracht Aalst, pasando el 21 de mayo de 2002 al  Huddersfield Town de la Segunda División inglesa, jugando un total de 135 partidos para el equipo. Durante su primera temporada en el equipo fue elegido como “El Jugador Preferido de la Hinchada del Año”. Luego de tres temporada en el Huddersfield, el 18 de junio de 2001 firmó por el Birmingham City.
Siendo el “número uno” del Birmingham, ayudó al equipo a ganar la promoción para subir a la Premier League, luego de lo cual tuvo una seria lesión a los ligamentos cruzados en marzo de 2003, lo cual lo dejó fuera de juego por nueve meses.
Durante dicho tiempo Maik Taylor llegó al equipo estableciéndose como el arquero titular. Previo a la Navidad de 2003, salió a préstamo al Gillingham por un mes y medio, jugando cinco partidos por ese tiempo. Luego también pasó a préstamo al Bradford City y el Crystal Palace, en el 2004. Al final de la temporada firmó un Nuevo contrato de 2 años con el Birmingham, alternando como titular del primer equipo. Finalmente mandó al banco a Taylor a finales de 2005, pero la derrota 4-1 frente al Manchester City, en donde cometió un penal lo volvió a mandar a la banca como suplente, siendo además su última aparición en el primer equipo antes que perdieran la categoría en la temporada 2005-2006, pues no le fue renovado su contrato.
Luego regresó al club belga Lierse, después de lo cual se retiró. Sin embargo en 2008 cambió de opinión y firmó un contraTO de un año con el Verbroedering Geel.
Posteriormente se convirtió en agente de jugadores, incluido el arquero Simon Mignolet.

## Clubes
| Club                      | País       | Año       |
| ------------------------- | ---------- | --------- |
| Tongeren                  | Bélgica    | 1990-1993 |
| Cercle Brugge             | Bélgica    | 1993-1995 |
| Verbroedering Geel        | Bélgica    | 1995-1998 |
| Huddersfield Town         | Inglaterra | 1998-1991 |
| Birmingham City           | Inglaterra | 2001-2006 |
| Gillingham (préstamo)     | Inglaterra | 2003-2004 |
| Bradford City (préstamo)  | Inglaterra | 2004      |
| Crystal Palace (préstamo) | Inglaterra | 2004      |
| Lierse                    | Bélgica    | 2006      |
| Verbroedering Geel        | Bélgica    | 2008      |